# Necropsar rodericanus
El estornino de Rodrigues (Necropsar rodericanus) es una especie extinta de ave paseriforme de la familia Sturnidae endémica de la isla de Rodrigues, del archipiélago de las Mascareñas en el suroeste del Índico. Sus parientes más cercanos eran el estornino de Mauricio y el estornino de Reunión, aves también extinguidas de las islas vecinas. El avistamiento del estornino de Rodrigues sólo fue registrado una vez, por el marinero francés Julien Tafforet, que fue abandonado en la isla entre 1725 y 1726. Tafforet observó que vivía en el islote Gombrani ubicado al sur de Rodrigues. Se encontraron restos subfósiles en la isla de Rodrigues que fueron la base para su descripción científica en 1879, asumiendo que pertenecían al mismo pájaro citado por Tafforet. Sus relaciones taxonómicas fueron polémicas y confusas durante el siglo XX, hasta que los estudios genéticos las aclararon.
El estornino de Rodrigues medía entre 25–30 cm de largo, y tenía un pico largo y robusto. En su único registro se afirma que tenía el plumaje del cuerpo de color blanco, con las alas y cola en parte negras, y el pico y las patas amarillos. Se sabe poco sobre su posible comportamiento. Su dieta incluía huevos y tortugas muertas, que despedazaba con su fuerte pico. La depredación de las ratas, que invadieron el archipiélago desde los barcos europeos, es la causa más probable de su extinción en algún momento del siglo XVIII. Primero se extinguió de la isla principal, quedando confinado en los islotes cercanos, y el islote de Gombrani sería su último refugio.

## Taxonomía
En 1725 el marino francés Julien Tafforet fue abandonado en la isla de Rodrigues durante nueve meses, y su crónica de ese periodo se publicó posteriormente con el título de Relation d'île Rodrigue (Relato de la isla de Rodrigues). En la obra se describe el encuentro con varias especies nativas, incluido un pájaro blanco y negro que se alimentaba de huevos y de tortugas muertas. Afirmó que estaba confinado a un islote junto a la costa sur, Gombrani, que entonces se llamaba Mât. François Leguat, otro francés que fue abandonado en Rodrigues entre 1691 y 1693 y que escribió sobre varias de sus especies (su relato fue publicado en 1708), no mencionó a este pájaro, pero no tenía bote, y por ello no pudo explorar los islotes que exploró Tafforet. Nadie de los que visitaron posteriormente la isla mencionó a esta ave. En un artículo escrito en 1875, el ornitólogo británico Alfred Newton intentó identificar al ave de la descripción de Tafforet, y supone que está relacionada con el extinto estornino de Reunión (Fregilupus varius), que vivía en la cercana isla de Reunión.

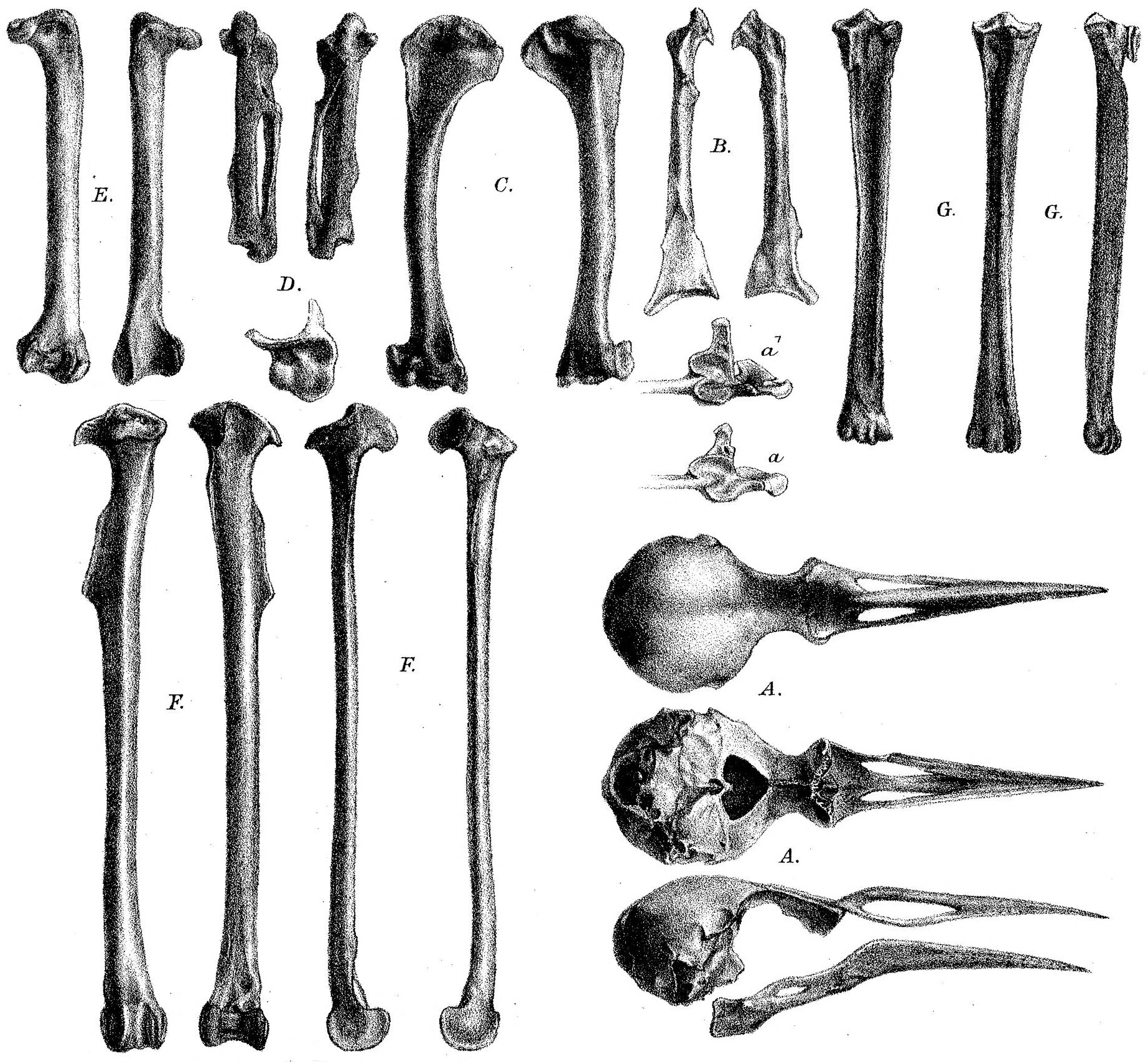
Dibujo de 1879 de los huesos subfósiles utilizados para la descripción científica de la especie.

Se descubrieron huesos subfósiles de un pájaro similar a un estornino de Reunión en 1866 y 1871, por el magistrado policial George Jenner, y en 1874, por el reverendo Henry Horrocks Slater. Se encontraron en cuevas de Plaine Coral, una planicie caliza en el suroeste de Rodrigues. Entre los huesos se incluye el cráneo, la mandíbula, el esternón, el coracóides, el húmero, el metacarpo, el cúbito, el fémur, la tibia y el metatarso de varios individuos. Los huesos fueron depositados en el Museo Británico y el Museo de Cambridge. En 1879 estos huesos fueron la base para la descripción científica del ave de los ornitólogos Albert Günther y Edward Newton (el hermano de Alfred). Lo nombraron Necropsar rodericanus. Nekros y psar son los términos griegos para «muerto» y «estornino», respectivamente, mientras que rodericanus es el gentilicio latino para la isla de Rodrigues. Este nombre binomial fue propuesto originalmente por Slater en un manuscrito de 1874 y se lo mandó a Günther y Newton. Slater había preparado el manuscrito para una publicación de 1879 que nunca se realizó, pero Günther y Newton citan las anotaciones sin publicar de Slater en su propio artículo de 1879, y le acreditan el nombre. BirdLife International acredita a Slater el nombre en lugar de a Günther y Newton. Günther y Newton determinaron que el estornino de Rodrigues estaría cercanamente emparentado con el estornino de Reunión, aunque los mantenían en géneros separados debido a lo que denominaron «la práctica ornitológica actual». Debido a la estructura robusta del pico, consideran que es probable que la nueva especie sea el pájaro que menciona el relato de Tafforet.
En 1900 el científico inglés George Ernest Shelley usó el nombre escrito Necrospa en una obra, creando así un sinónimo sin prioridad, aunque también atribuye el nombre al zoólogo Philip Sclater. En 1967 el ornitólogo estadounidense James Greenway sugirió que el estornino de Rodrigues debería pertenecer al mismo género del estornino de Reunión, Fregilupus, debido a las similitudes entre las dos especies. En 1974 se encontraron más subfósiles que incrementaron el apoyo a la hipótesis de que el estornino de Rodrigues era un género distinto. El pico más robusto es la principal garantía para la separación genérica de Fregilupus. En 2014 el paleontólogo británico Julian P. Hume describió una nueva especie extinta, el estornino de Mauricio (Cryptopsar ischyrhynchus), basándose en subfósiles de la isla de Mauricio. Esta nueva especie parecía más cercana al estornino de Rodrigues que al estornino de Reunión, por las características de su cráneo, esternón y húmero. Hasta entonces el estornino de Rodrigues era el único paseriforme de las Mascareñas descrito a partir de material fósil.

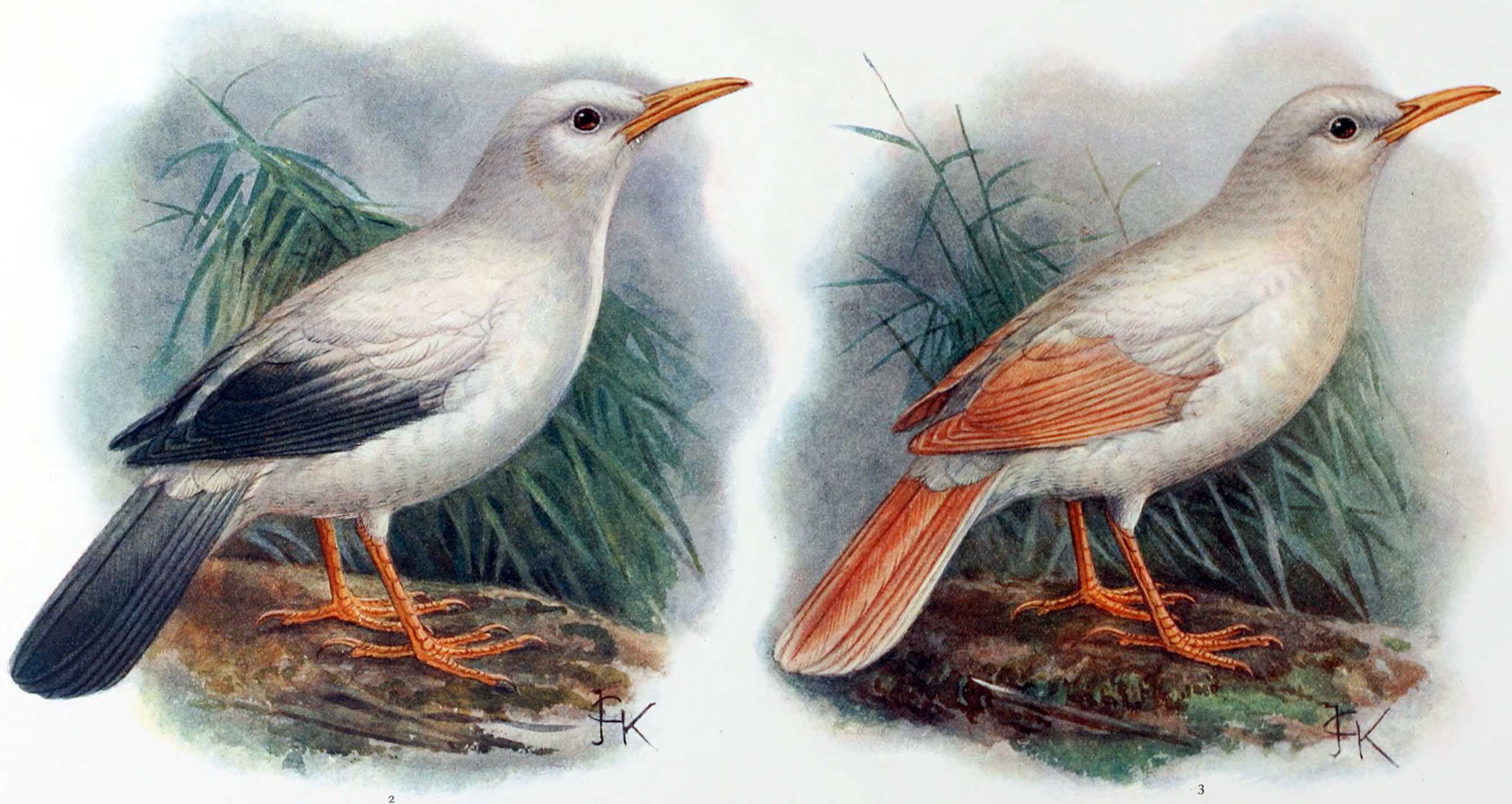
Reconstrucción de 1907 de John Gerrard Keulemans (izq.), basada parcialmente en un espécimen que resultó ser un cocobino gris albino (dcha.)

En 1898 el naturalista británico Henry Ogg Forbes describió una segunda especie atribuida al género Necropsar, N. leguati, basándose en una piel disecada del World Museum de Liverpool, espécimen D.1792, que estaba etiquetado como procedente de Madagascar. Sugirió que sería en realidad el ave mencionada por Tafforet, en lugar de N. rodericanus de la isla principal de Rodrigues. Sin embargo Walter Rothschild pensaba que el espécimen de Liverpool era un ejemplar albino de una especie de Necropsar supuestamente de Mauricio. En 1953, el japonés Masauji Hachisuka sugirió que N. leguati era lo suficientemente distinto como para figurar en su propio género, Orphanopsar. Finalmente en 2005 un estudio de ADN lo identificó como un ejemplar albino de cocobino gris (Cinclocerthia gutturalis) de Martinica.
Hachisuka creía que los hábitos carnívoros descritos por Tafforet eran poco probables para un estornino, y que la ausencia de penacho del pájaro de la descripción indicaba que no estaba cercanamente emparentado con Fregilupus. Le recordaba a los córvidos por su plumaje blanco y negro, por lo que supuso que el ave que vio Tafforet era alguna clase de chova. En 1937 la renombró como Testudophaga bicolor (comedora de tortugas bicolor), y acuñó el nombre común de «chova bicolor». Las suposiciones de Hachisuka actualmente están desacreditadas, y los ornitólogos modernos consideran que el pájaro de Tafforet es el mismo que el descrito a partir de los restos subfósiles.
En 1987 el ornitólogo británico Graham S. Cowles elaboró un manuscrito que describía una nueva especie de timalíido, Rodriguites microcarina, basada en un esternón encontrado en una cueva de Rodrigues. En 1989 el nombre fue publicado por error antes que la descripción, creando un nomen nudum. El examen posterior del esternón de Rodriguites microcarina realizado por Hume demostró que en realidad pertenecía a un estornino de Rodrigues.

### Evolución
En 1943 el ornitólogo estadounidense Dean Amadon sugirió que especies similares a Sturnus podrían haber llegado a África, y haber dado origen al estornino carunculado (Creatophora cinerea) y a los estorninos de las Mascareñas. En cambio según Amadon, los estorninos de Rodrigues y Reunión estaban emparentados con los estorninos de Asia, también como algunas especies de Sturnus, más que con los estorninos satinados (Lamprotornis) de África y el estornino malgache (Saroglossa aurata). Para esta hipótesis se basó en la coloración de las aves. Un estudio de 2008, que estudió el ADN de varios estorninos, confirmó que el estornino de Reunión pertenecía a la familia de los estorninos, pero que no tenía ningún pariente cercano entre las especies muestreadas.
Entre los estúrnidos vivos del sudeste asiático hay especies, como el estornino de Bali (Leucopsar rothschildi) y el estornino cabeciblanco (Sturnia erythropygia), que tienen coloraciones y otras características similares con estas especies extintas. Como los estorninos de Rodrigues y de Mauricio parecen estar más próximos entre sí que al estornino de Reunión, que parece estar más cercano a los estorninos del sudeste asiático, podrían haber existido dos colonizaciones separadas de estorninos en las Mascareñas procedentes de Asia, siendo el estornino de Reunión el último en llegar. Aparte de Madagascar, las Mascareñas son las únicas islas de suroeste del océano Índico con especies nativas de estorninos. Esto se debe probablemente al aislamiento, la orografía variada y la vegetación de estas islas.

## Descripción
El estornino de Rodrigues era grande para ser un estornino, medía entre 25 y 30  cm de largo. Su cuerpo era blanco o gris blanquecino, con las alas de color pardo negruzco, y las patas y el pico amarillos. La descripción completa de Tafforet del ave es la siguiente:

Se encuentra un ave pequeña que no es común, aunque no se encuentra en la isla principal. Se observa en el islote de Mât [isla Gombrani], que está al sur de la isla principal, y creo que se mantiene en ese islote a causa de las aves de presa que hay en la isla principal, además de para alimentarse con más facilidad de los huevos de las aves pescadoras de que se alimenta, ya que no se alimenta de nada más que de huevos y de tortugas muertas de hambre, que sabe bien cómo desgarrar y sacar de sus conchas. Estas aves son un poco mayores que un mirlo [bulbul de Réunion (Hypsipetes borbonicus)], y tiene plumaje blanco, aparte de las alas y la cola negras, el pico amarillo además de las patas, y produce un trino maravilloso. Digo un trino, aunque tiene muchos notas y completamente diferentes. Nosotros criamos algunos con carne cocinada, cortada muy menuda, que ellos comían con preferencia a las semillas.

Tafforet estaba familiarizado con la fauna de Reunión, donde relató que vivía el estornino de Reunión. Hizo varias comparaciones entre las faunas de diferentes localizaciones, así que el hecho de que no mencionara ningún penacho en el estornino de Rodrigues indica que no lo tenía.  Su descripción sobre la coloración de ambos es similar.

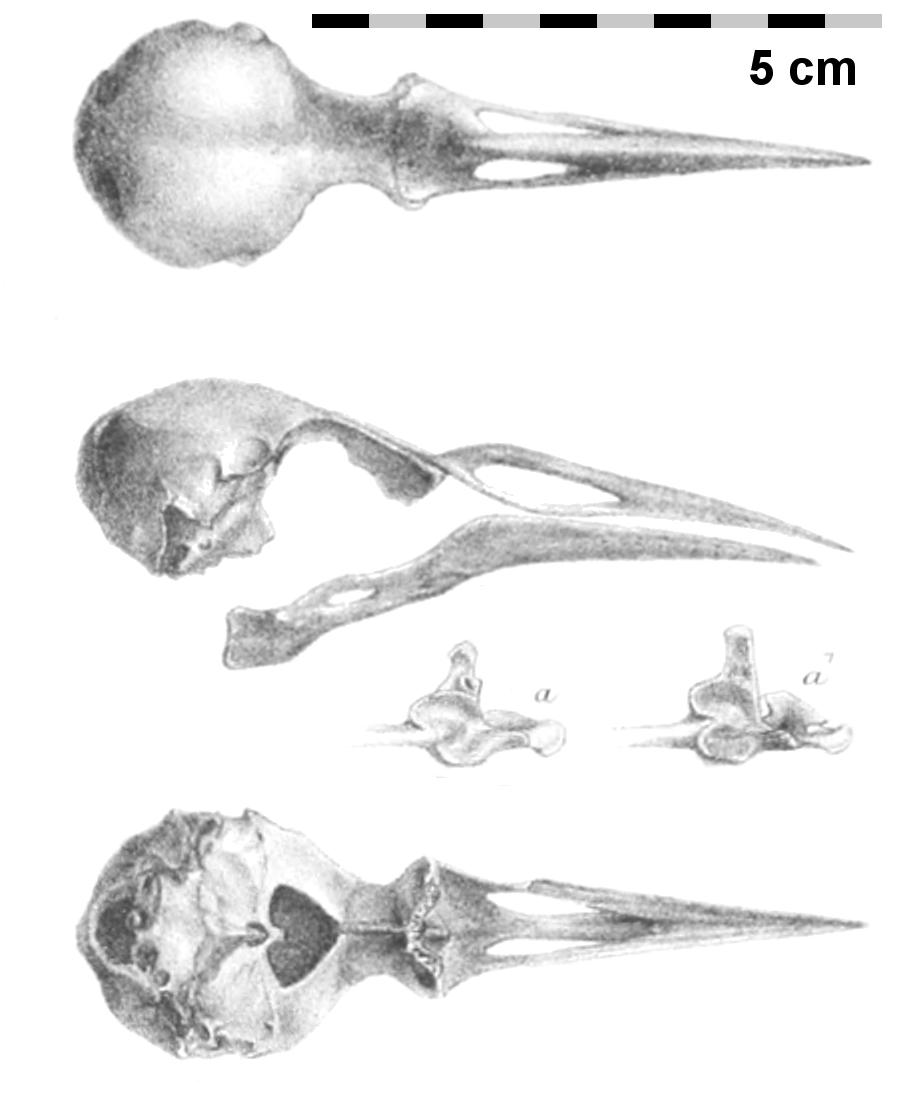
Cráneo y articulación temporomandibular.

Hume indica que el cráneo del estornino de Rodrigues era del mismo tamaño que el del de Reunión, pero el esqueleto era más pequeño. Aunque el estornino de Rodrigues era claramente capaz de volar, su esternón era más pequeño en comparación con otros estorninos, sin embargo, no habría necesitado un vuelo potente para la escasa extensión y orografía de Rodrigues. Ambos estorninos se diferencian principalmente en detalles del cráneo las mandíbulas y el esternón. El maxilar superior del estornino de Rodrigues era más corto, menos curvado, y tenía la punta menos fina y una mandíbula más robusta. No se hay suficientes restos de estornino de Rodrigues para asegurar si tenían dimorfismo sexual. Los subfósiles muestran una disparidad de tamaños entre los especímenes, pero esto podría deberse a diferencias individuales o de edad, ya que las diferencias son graduales, y no hay clases por tamaño diferenciadas. Hay diferencias en la longitud y forma del pico entre dos especímenes de estornino de Rodrigues, lo que podría indicar dimorfismo.
Günther y Newton apuntan que el cráneo del estornino de Rodrigues tenía forma diferente y era más largo que el del estornino de Reunión, midiendo unos 29 mm desde el cóndilo occipital; además era más estrecho, con una anchura de entre 21–22 mm. Sus ojos estaban situados ligeramente más abajo, y los arcos superiores entre sus cuencas oculares tenían una separación de unos 8 mm. Su septum interorbital era más delicado, y tiene un gran orificio en el centro. Su pico medía unos 36–39 mm de largo, era menos curvado y proporcionalmente un poco más largo que el del estornino de Reunión. Además al parecer sus narinas eran mayores, con una apertura en el hueso de entre 12–13 mm. La mandíbula medía entre 52–60 mm de largo y unos 4–5 mm de profundidad proximal. El cráneo tenía una marca por encima de la fosa temporal. La cresta supraoccipital del cráneo estaba bastante más desarrollada, y era visible bajo ella una inserción muscular biventral en la región parietal. Esto indicaba que el estornino tenía músculos fuertes en el cuello y las mandíbulas.
Según Günther y Newton, el cúbito del estornino de Rodrigues era bastante más corto que el del estornino de Reunión, medía 37–40 mm. Su húmero medía 32–35 mm, y la quilla de su esternón era un poco más baja. Tenía marcadas protuberancias de inserción de cañones de plumas en el cúbito, lo que indica que las rémiges secundarias estaban bien desarrolladas. Se ha medido un coracoides, siendo de 27,5 mm de largo, y un carpometacarpo que medía 22,5 mm. La pata y el pie tenían la misma proporción. El fémur medía alrededor de 33 mm, el tibiotarso 52–59 mm, y el tarsometatarso 36–41 mm.

## Comportamiento y ecología
Se sabe poco del comportamiento del estornino de Rodrigues, aparte de la descripción de Tafforet, de la cual se pueden hacer varias deducciones. La robustez de sus patas y su pico indica que buscaba alimento en el suelo. Su dieta podría componerse de los diversos caracoles y demás invertebrados de Rodrigues, además de las carroñas. Rodrigues tenía grandes colonias de aves marinas y de la actualmente extinta tortuga terrestre Cylindraspis, además de tortugas marinas, que podrían proporcionar gran cantidad de comida para los estorninos, especialmente durante la época de cría. Tafforet informó que las palomas y los loros de los islotes frente a la costa sur solo iban a la isla principal para beber agua, y Leguat anotó que las palomas solo criaban en los islotes debido a la persecución que sufrían por parte de las ratas de la isla principal, por lo que los estorninos podrían haber hecho lo mismo. Originalmente el estornino de Rodrigues podría haber estado ampliamente distribuido por Rodrigues, y realizar visitas estacionales a los islotes. La descripción de Tafforet también indica que tenía un canto complejo.

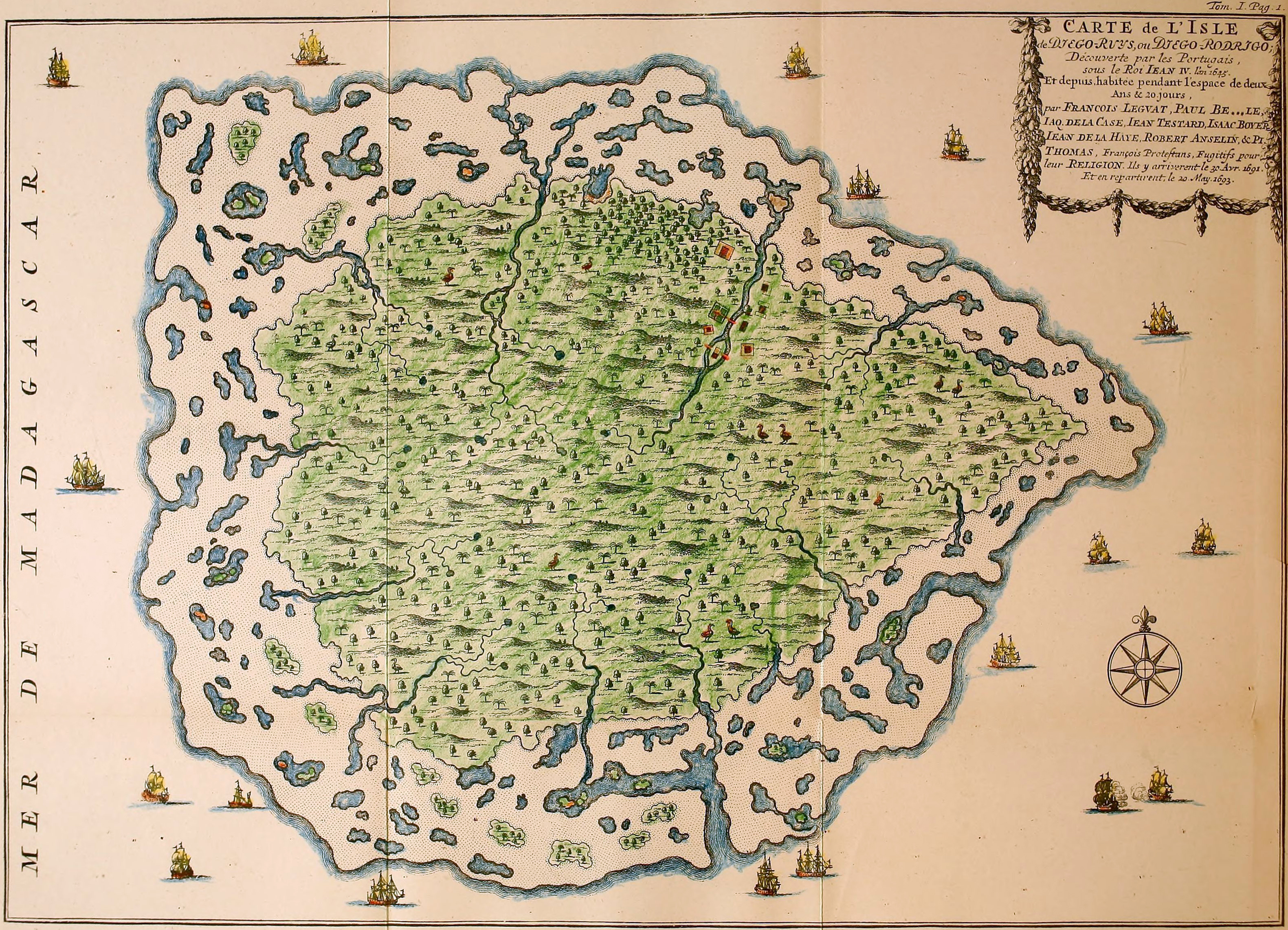
Mapa de Leguat del Rodrigues virgen.

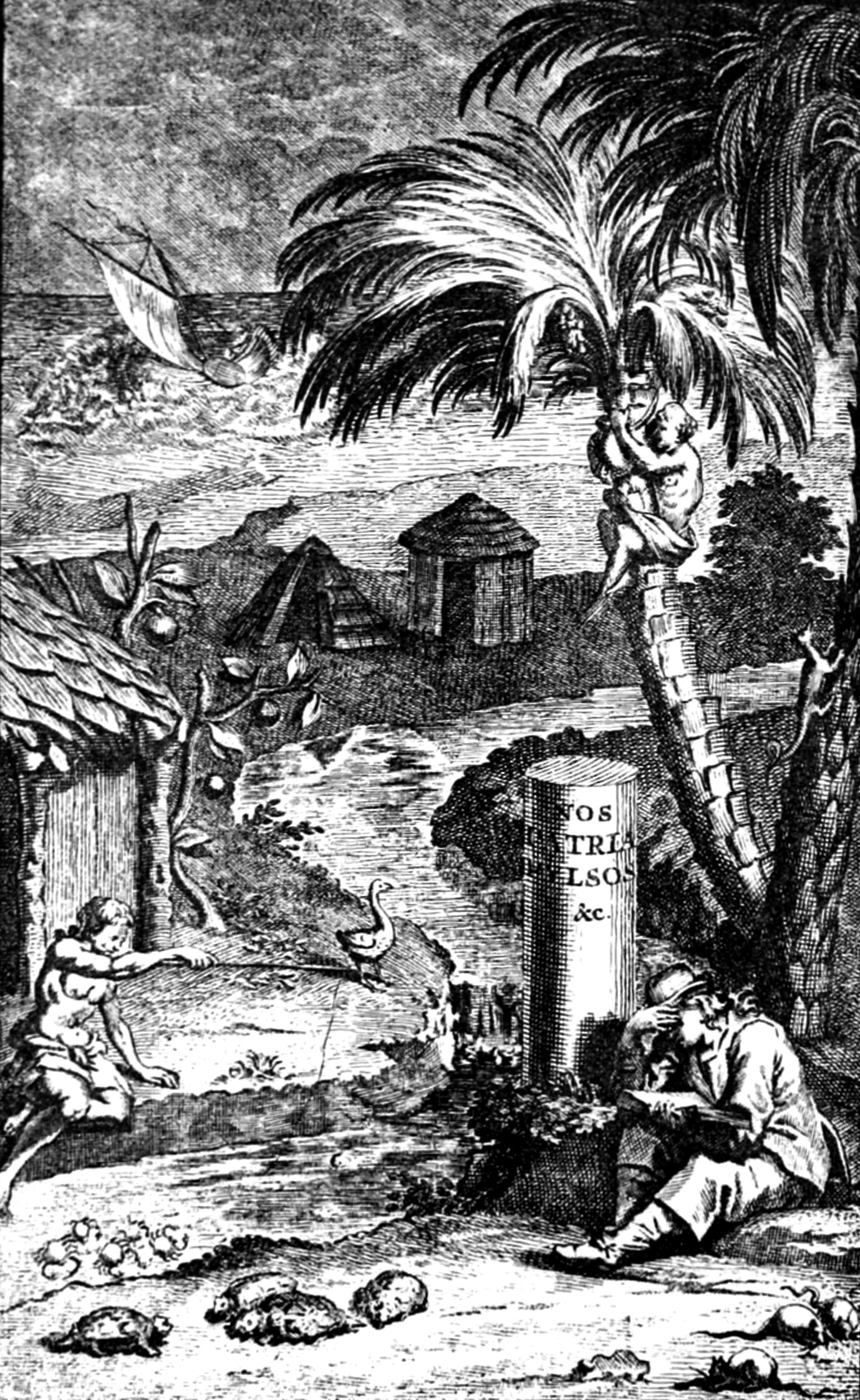
Portada de las memorias de François Leguat de 1708, representando su colonia en Rodrigues, con tortugas y ratas en la parte inferior.

Su complexión más robusta y la forma más curvada de su mandíbula indica que el estornino de Rodrigues solía hacer más fuerza que el estornino de Reunión para sondear en busca de comida e incluso tendría que excavar. Probablemente podría mover objetos y ensanchar huecos buscando comida, lo que haría mediante su pico en forma de cuña y abriendo sus mandíbulas haciendo fuerza, como hacen otros estorninos y córvidos. Esta capacidad apoya la afirmación de Tafforet de que se alimentaban de huevos y tortugas muertas. Podrían desgarrar y sacar de sus conchas a las tortugas, presumiblemente a las juveniles. Tafforet no vio ningún estornino en la isla principal, pero afirmó que se podían criar fácilmente con carne, lo que indica que se llevó polluelos de una población nidificante de la isla Gombrani. Tafforet fue abandonado en Rodrigues durante el verano y al parecer pudo conseguir individuos juveniles. Se sabe que otras aves de Rodrigues crían en esa época, así que es probable que el estornino también lo hiciera.

## Extinción
Leguat mencionó que las palomas solo criaban en los islotes cercanos a la costa de Rodrigues, debido a la depredación de las ratas en la isla principal. Puede que esta fuera la razón por la que Tafforet solo observó al estornino de Rodrigues en un islote. En la época en la que Tafforet permaneció en la isla, 1726, o bien había desaparecido, o bien debía ser muy rara en la isla principal de Rodrigues. Las ratas pudieron haber llegado en 1601, cuando una flota holandesa exploró Rodrigues. Los islotes podrían haber sido el último refugio del pájaro, hasta que las ratas los colonizaron también. El estornino de Rodrigues se había extinguido cuando el científico francés Alexandre Guy Pingré visitó Rodrigues durante la expedición del tránsito de Venus en 1761.
Se importaron gatos para controlar a las ratas, pero los gatos atacaron a las aves nativas y también a las tortugas. El estornino de Rodrigues estaba casi extinto por esa época. Las ratas son capaces de nadar largas distancias y en la actualidad viven en casi todos los islotes cercanos a Rodrigues. Al menos cinco especies de estorninos del género Aplonis también se extinguieron de las islas del océano Pacífico, y las ratas contribuyeron a la desaparición de todos ellos. Muchas otras especies endémicas de Rodrigues se extinguieron tras la llegada de los humanos, y el ecosistema de la isla quedó gravemente dañado. Antes de la llegada de los humanos los bosques cubrían completamente la isla, pero en la actualidad allí hay poca superficie forestal. El estornino de Rodrigues vivía junto a otras aves extinguidas en época reciente como el solitario de Rodrigues, el loro de Rodrigues, la cotorra de Newton, el rascón de Rodrigues, la lechuza de Rodrigues, el y la paloma de Rodrigues. Entre los reptiles extintos se incluyen la tortuga gigante abovedada de Rodrigues, la tortuga gigante silla de montar de Rodrigues y el geco diurno de Rodrigues. La gran población de tortugas terrestres y marinas de Rodrigues fue diezmada por la exportación de miles de individuos.